# 1023
El 1023 (MXXIII) fou un any comú començat en dimarts del calendari julià.

## Esdeveniments
- Finalitza la primera regència d'Ermessenda de Carcassona, malgrat que no deixa governar el seu fill Berenguer Ramon I en solitari, sinó amb ella.
- Fundació del Regne de Sevilla.
- 13 de juliol: Revolta de la població de Còrdova contra la presència de militars amazics.
- 26 de juliol - Utrecht: s'inaugura la Catedral d'Adalbold.
- 1 de desembre: Inici del regnat de l'omeia Abd-ar-Rahman V com a califa de Còrdova.